# Petrichus funebris
Petrichus funebris är en spindelart som först beskrevs av Hercule Nicolet 1849.  Petrichus funebris ingår i släktet Petrichus och familjen snabblöparspindlar. Inga underarter finns listade i Catalogue of Life.